# Giannino Ancillotto
(Gabriele D'Annunzio, Il Vittoriale, 27 luglio 1923)
Giovanni Ancillotto, detto Giannino (San Donà di Piave, 15 novembre 1896 – Caravaggio, 18 ottobre 1924), è stato un ufficiale e aviatore italiano, decorato con medaglia d'oro al valor militare.
Asso dell'aviazione da caccia, è accreditato di 11 abbattimenti durante la prima guerra mondiale.

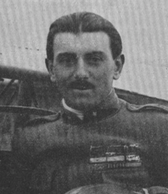
Ancillotto Giannino

Ancillotto su un Nieuport 17 con coccarda la Stella d'Italia dell’80ª Squadriglia Caccia

## Biografia
Nato nel 1896 a San Donà di Piave, in Veneto, apparteneva alla ricca famiglia dei conti Ancillotto, proprietari terrieri.
Arruolatosi nel Corpo aeronautico militare quattro mesi dopo l'inizio della prima guerra mondiale, dimostrò subito eccezionali capacità come pilota. Diventato caporale a diciannove anni, nel 1915 si iscrisse alla scuola di volo di Cameri. Nel 1916 divenne pilota e nello stesso anno ottenne il brevetto di aviatore militare. Lasciata Cameri, Ancillotto partecipò alle ultime fasi della controffensiva italiana in Trentino. 
Il 25 aprile il soldato Ancillotto è assegnato alla 30ª Squadriglia Farman di Tombetta (oggi Borgo Roma). 
Nel luglio del 1916 fu trasferito sul medio Isonzo, dove operò come pilota osservatore, in ottobre il Caporale Ancillotto passa alla 27ª Squadriglia per poi essere inviato nella tarda estate del 1917 ad Aiello del Friuli.
Nel 1917, Ancillotto iniziò a compiere missioni di caccia libera armato di razzi Le Prieur, contro i palloni frenati austro-ungarici noti come "Drachen" (Draghi), ottenendo numerose vittorie a Levada (Ponte di Piave), San Polo di Piave e a Rustignè. Le azioni contro i palloni frenati che nella prima guerra mondiale servivano come osservatorio per l'artiglieria erano considerate molto pericolose, perché si trattava di obiettivi fortemente difesi dalla contraerea e protetti in vari modi. In uno di questi scontri il pilota veneto, all'attacco di un pallone frenato austroungarico sopra Rustignè, dopo aver lanciato i suoi razzi praticamente a bruciapelo ed essersi trovato così nell'impossibilità di manovrare per evitare la collisione, si avventò contro il suo bersaglio, perforandolo. Il mezzo d'osservazione esplose e l'aviatore ne attraversò la nuvola di idrogeno incendiata, uscendo miracolosamente vivo, sebbene ferito e con l'aeroplano seriamente danneggiato. Per questa impresa venne decorato con la medaglia d'oro al valor militare, il che gli procurò la celebrità nazionale, tanto che Achille Beltrame lo raffigurò su una copertina della Domenica del Corriere nell'atto di distruggere l'aerostato.
Molte delle vittorie conseguite da Ancillotto avvennero a bordo di un caccia biplano Nieuport 11: celebre fu quella della notte del 24 luglio 1918, quando riuscì in una sola sortita ad abbattere due aeroplani nemici. Tornato a San Donà di Piave, scoprì che la villa della sua famiglia era diventata base di un comando e di un osservatorio nemico. Dopo che fu dato l'ordine di distruggerli, Ancillotto volle essere egli stesso ad eseguire la missione, bombardando a bassa quota la sua abitazione.
Al termine del conflitto gli furono confermati 11 abbattimenti, entrando quindi nel novero dei dieci principali assi dell'aviazione italiana.

## Dopoguerra
Dopo la fine della guerra, l'11 settembre 1919 Ancillotto effettuò il raid Roma-Varsavia partendo dall'aeroporto di Roma-Centocelle con un biplano S.V.A. 5 Ansaldo. Al pilota fu affidato il compito di consegnare un dispaccio ufficiale al presidente della neonata repubblica polacca, Ignacy Jan Paderewski. Il tragitto durò sette ore; oltre 1.000 km senza tappe intermedie. Il 12 settembre Gabriele D'Annunzio entrò a Fiume; Ancillotto lo raggiunse, partecipando all'impresa e diventando così legionario. La sua permanenza a Fiume durò per oltre un anno. Successivamente Ancillotto giunse in America Meridionale, dove operò per diffondere l'industria aeronautica nazionale. Il 2 maggio 1921, pilotando un Ansaldo A.1, compì l'atterraggio alla più alta quota sino ad allora mai raggiunta (4.330 metri), nella città peruviana di Cerro de Pasco. A seguito di quest'impresa arrivarono copiose medaglie e riconoscimenti come il titolo onorifico di "Grande Aviatore Mondiale". Successivamente operò nella Somalia italiana, sempre compiendo voli a fini pacifici.
Tornato in Italia, morì il 18 ottobre 1924 a Caravaggio in un incidente stradale, mentre si recava ad un raduno di medaglie d'oro. La salma fu sepolta nel cimitero di San Donà di Piave.

## Dediche e riconoscimenti

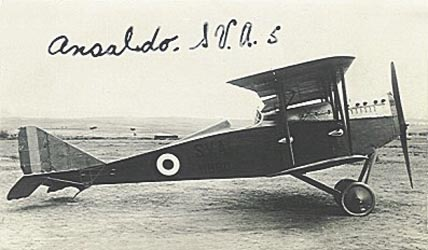
Biplano Ansaldo S.V.A. 5 utilizzato per raid Roma-Varsavia

Pochi anni dopo la morte di Giannino Ancillotto, con i fondi ricavati da una sottoscrizione nazionale (alla quale contribuì il governo peruviano con 30.000 lire su un costo totale di 52.000), fu innalzato un monumento alla sua memoria a San Donà di Piave. L'opera, progettata dall'architetto Pietro Lombardi fu inaugurata il 15 novembre 1931 alla presenza del ministro dell'aviazione Italo Balbo e del segretario del Partito Nazionale Fascista Giovanni Giuriati. Inoltre ad Ancillotto fu dedicato inizialmente l'aeroporto di Treviso (attualmente intitolato ad Antonio Canova), inaugurato nell'ottobre 1935 alla presenza di Amedeo di Savoia Duca d'Aosta. Gli sono state intitolate vie in diverse città italiane, tra cui Roma, Mestre, Marcon e la sua città natale.
Il portale web dell'Aeronautica Militare ha proposto una pagina, intitolata "I grandi aviatori", dove vengono citate le maggiori personalità storiche dell'aviazione italiana, ponendo Ancillotto tra di esse.

## Elenco delle vittorie aeree
| N. | Data             | aereo       | Nemico                | Località                      | Annotazioni |
| -- | ---------------- | ----------- | --------------------- | ----------------------------- | ----------- |
| 1  | 26 ottobre 1917  | Nieuport 11 | idrovolante           | Doberdò (Gorizia)             |             |
| 2  | 26 ottobre 1917  | Nieuport 11 |                       | Vallone Brestovizza (Gorizia) |             |
| 3  | 27 ottobre 1917  | Nieuport 11 |                       | Doberdò (Gorizia)             |             |
| 4  | 3 novembre 1917  | Nieuport 11 |                       | Rovarè (Treviso)              |             |
| 5  | 30 novembre 1917 | Nieuport 11 | aerostato             | Fossalta di Piave (Venezia)   |             |
| 6  | 3 dicembre 1917  | Nieuport 11 | aerostato             | San Polo di Piave (Treviso)   |             |
| 7  | 5 dicembre 1917  | Nieuport 11 | aerostato             | Rustignè (Treviso)            |             |
| 8  | 24 luglio 1918   | Nieuport 11 | Hansa-Brandenburg C.I | Sant'Elena (Treviso)          |             |
| 9  | 24 luglio 1918   | Nieuport 11 | Hansa-Brandenburg C.I | Trepalade (Venezia)           |             |
| 10 | 21 agosto 1918   |             |                       | Ponte di Piave (Treviso)      |             |
| 11 | 27 ottobre 1918  |             | Pfalz D.III           | San Fior (Treviso)            |             |